# Pere Barnils i Giol
Pere Barnils i Giol (Centelles, 20 de novembre de 1882 - Barcelona, 30 de gener de 1933) va ser un important filòleg i fonetista català. Va ser secretari-redactor de la Secció Filològica de l'Institut d'Estudis Catalans on va dirigir el primer Laboratori de Fonètica Experimental. A partir del 1918 va dedicar-se a la logopèdia, primer com a director tècnic de l'Escola Municipal de Sordmuts de Barcelona i posteriorment en el Laboratori de la Paraula on va aplicar la fonètica experimental per corregir diferents trastorns del llenguatge.

## Biografia

### Infància i joventut
Pere Barnils va néixer el 20 de novembre de 1882 al número 20 del carrer de Jesús a Centelles, municipi de la comarca d'Osona. Fill d'Antoni Barnils i Surinyach, filador que treballava a la fàbrica de teixits locals, i de Madrona Giol i Illa. Va ser el petit de tres germans i l'any 1886 va començar els seus estudis al Col·legi Sant Josep dels germans maristes de Centelles on va destacar entre els seus companys, motiu pel qual era conegut com “El savi de ca la Madrona”. L'any 1893, amb 10 anys, va ingressar al Seminari de Vic on va estudiar durant nou anys 5 cursos d'humanitats, 3 de filosofia i primer de teologia. L'any 1902, quan es va adonar que la carrera eclesiàstica no estava feta per ell, va deixar el Seminari i va començar a treballar en dues fàbriques tèxtils de la rodalia de Barcelona. Les seves hores de lleure les aprofitava per estudiar francès i alemany i feia classes de llatí i francès. En aquesta època també va redactar vocabularis catalans de caràcter tècnic, que mai es van arribar a publicar, i es va dedicar a compondre poesia la qual li va aportar algun premi literari, com el de poesia “Ramon Rosés i Feliu” dels Jocs Florals de Cornellà del Llobregat, l'any 1908, amb el poema La meva vida.

### Becari a Alemanya: Halle an der Saale
Va ser en aquest concurs on un dels membres del jurat, Mn. Antoni Jaume Barrera, el va informar d'un concurs-oposició convocat per la Diputació de Barcelona. La finalitat de la beca era enviar tres joves catalans a estudiar filologia romànica a Alemanya durant tres anys, per a preparar-los com a investigadors i promoure l'estudi científic de la llengua catalana. El projecte el va promoure Bernhard Schädel, professor no numerari de la Universitat de Halle an der Saale (Saxònia, Alemanya), qui el va fer arribar a Enric Prat de la Riba, president de la Diputació de Barcelona per mitjà de Mn. Antoni Maria Alcover Sureda, amb qui l'unia una gran amistat. Barnils va guanyar la beca gràcies als seus coneixements de llatí, català, francès i alemany, juntament amb una excel·lent actitud per a les qüestions de fonètica i, al costat de dos altres joves tan ben preparats com ell, Antoni Griera i Manuel de Montoliu, l'any 1908 van marxar cap a Halle.
Durant tres anys va estudiar i treballar intensament de la mà de mestres com Bernard Schädel, Hermann Suchier i Otto Bremer, els quals marcaran profundament al jove Barnils. L'estada a Halle i la relació amb Schädel, màxim responsable de la supervisió dels tres becats, no va estar exempta de discrepàncies i problemes. En l'àmbit educatiu, per l'estricta disciplina que marcava el professor, les queixes per part dels alumnes del baix nivell de les classes del professor i la dificultat de Schädel pel que fa a l'acceptació de les crítiques dels seus deixebles, sobretot per les que li feia Barnils en referència al seu Manual de fonètica catalana (Schädel, 1908) el qual, tot i ser el primer del seu gènere, presentava algunes inexactituds. Altres problemes que van sorgir eren de nivell econòmic, tant pel que fa al sou del professor com de les beques dels alumnes. Tots aquests problemes queden reflectits en la documentació epistolar que es conserva entre Mn. Alcover, Schädel i el mateix Barnils. Aquestes desavinences van provocar el trencament del contracte i els dos últims semestres la tutoria l'assumeix el Dr. Suchier fins a l'obtenció del doctorat per part de Barnils el juny de 1912.

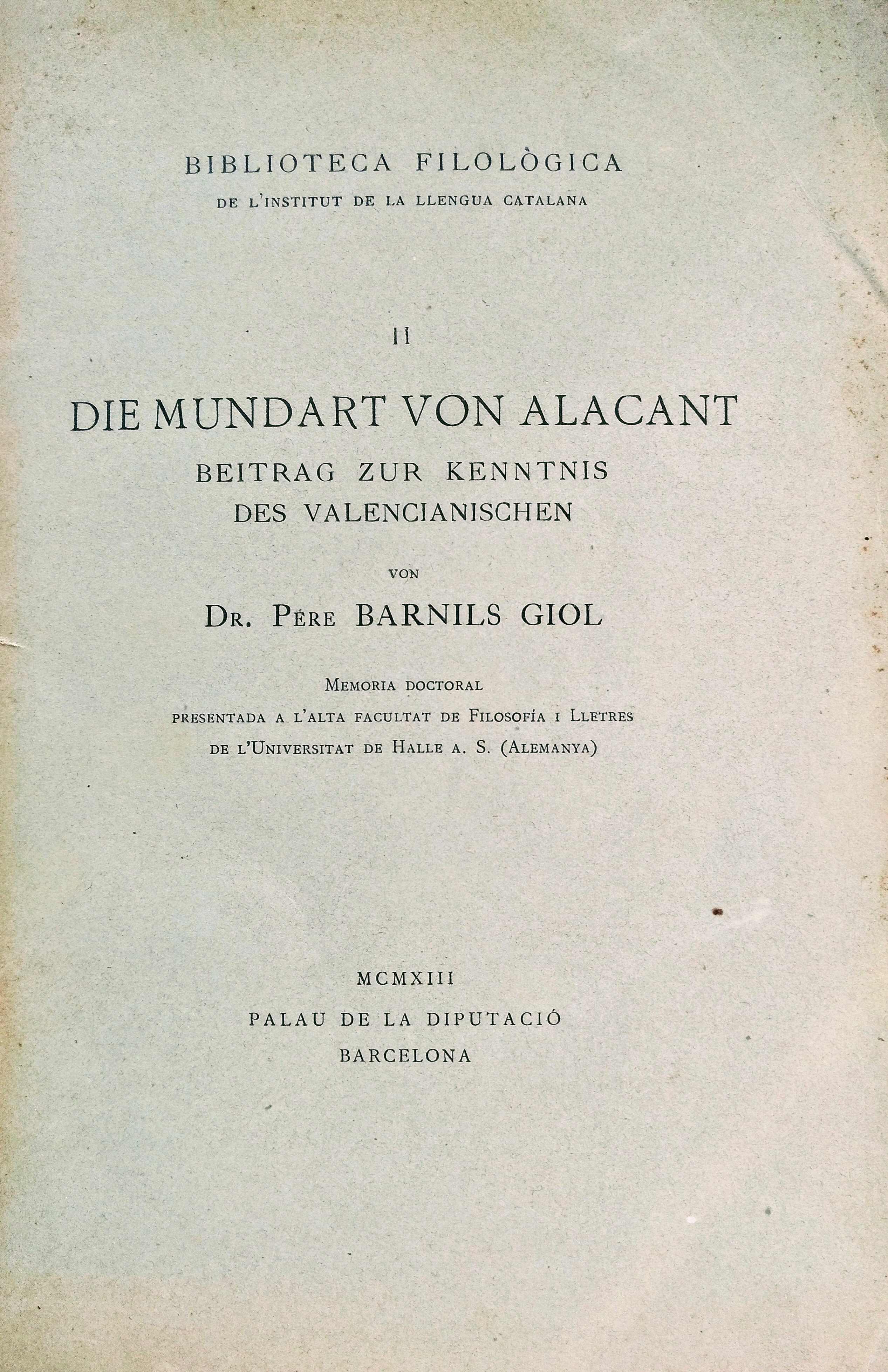
Portada del llibre Die Mundart von Alacant (El dialecte d'Alacant) (1913).

L'any 1911 aconsegueix prorrogar la seva beca per ampliar els estudis a París, al Laboratori de Fonètica Experimental del Collège de France, dirigit per l'abbé Rousselot i on va treballar amb el txec Chlumsky. És en una visita de Mn. Alcover en què li va parlar del seu projecte de crear un Laboratori de Fonètica quan tornés a Barcelona seguint les tècniques de Rousselot. Malgrat les dificultats, més endavant aconseguirà que la seva il·lusió es fes realitat, però no pas com ell tenia previst.
Abans de la seva tornada a Barcelona, Barnils, animat pel seu mentor Mn. Alcover, va decidir doctorar-se a Halle. Va exposar el seu treball sobre el dialecte d'Alacant i el 20 de juny del 1912 va presentar-se al rigorós examen que exigien les universitats alemanyes, el qual va aprovar amb la màxima distinció que podia obtenir: magna cum laude. L'any següent la seva tesi, Die Mundart von Alacant. Beitrag zur Kenntnis des Valencianischen (El dialecte d'Alacant. Contribució al coneixement del valencià), va sortir publicada en alemany amb ressenyes a diferents revistes especialitzades; per una banda Pompeu Fabra va publicar la ressenya al Butlletí de Dialectologia Catalana (I: 59-63, 1913) i Fritz Krüger a la Revue de Dialectologie Romane (VI: 228-237), possiblement a petició de Bernhard Schädel.

### El pas per l'Institut d'Estudis Catalans
Tot i haver estat nomenat secretari-redactor de la Secció Filològica de l'Institut d'Estudis Catalans, l'octubre de 1911 encara no havia pres possessió del càrrec. El 1913 es va incorporar a l'IEC com a col·laborador tècnic per fer-se càrrec de l'Oficina del Diccionari General de la Llengua Catalana, tasca que va exercir durant cinc anys, i va encarregar-se de la publicació del Butlletí de Dialectologia Catalana durant quatre anys (1913-1916). Mentrestant, Barnils també va començar a preparar el material i l'equipament per al primer laboratori de fonètica, el qual va ser fundat el desembre d'aquell mateix any a iniciativa de la Secció Filològica de l'IEC i del qual va assumir la seva direcció.
L'any 1914 va ser molt important per a Barnils. Durant els mesos d'abril i maig va viatjar a París i Alemanya comissionat per l'IEC. Durant l'estada a la capital francesa va aprofitar per treballar als laboratoris de fonètica.
Seguidament es trasllada a Hamburg on, entre el 19 i el 22 d'abril, participa en el I Congrés Internacional de Fonètica Experimental representant l'IEC, on és proposat com a representant d'Espanya a l'Associació Internacional de Fonètica. A la tornada del seu viatge per Europa va redactar la Memòria sobre la creació d'un Laboratori de Fonètica Experimental, on exposava els objectius del laboratori i el material i aparells que caldria comprar pel seu bon funcionament, la qual va ser aprovada a l'agost. El 2 d'octubre d'aquest mateix any contrau matrimoni amb Francesca Cuchí I Altimir a la Parròquia dels Àngels de Barcelona i s'instal·là definitivament a viure a Barcelona, on comença a organitzar el Laboratori de la Paraula al seu domicili particular.
Els problemes econòmics que patia la Secció Filològica pel retard de les concessions de subvencions per part de la Diputació provocà que la tasca de l'Oficina del Diccionari se'n ressenti i, sobretot el laboratori experimental que treballava de forma provisional. La seva relació amb l'IEC va anar degradant-se a poc a poc, sobretot per la reticència de part dels seus membres a reconèixer la feina dels “ex pensionats” i la por que la seva entrada pogués suposar un perill contra el front comú i compacte que havien format Josep Carner i Frederic Casclar amb motiu de la discussió de les Normes Ortogràfiques. La precarietat econòmica que patia Barnils va fer que busqués altres feines com de redactor d'alguns articles de l'Enciclopedia Espasa. Tanmateix, les seves afinitats amb Mn. Alcover van provocar una separació progressiva amb la institució que es va accentuar després del trencament de relacions entre l'IEC i el canonge, la qual es va traduir en una ruptura definitiva l'any 1918.
Abans d'abandonar definitivament la institució, durant l'any 1916, en col·laboració amb els seus companys de beca, Griera i Montoliu, promogué els Estudis Romànics i publica diferents articles sobre fonètica i dialectologia al Butlletí.
El 1916 també va obtenir la càtedra de Llengua Catalana a l'Escola Normal de Mestres de Barcelona. 

### Els anys a l'Escola Municipal de Sordmuts de Barcelona
Després de la ruptura definitiva amb l'IEC, Barnils inicia la segona gran etapa de la seva vida professional en la qual es va dedicar plenament a la logopèdia. El desembre de 1917 va obtenir la plaça de director de la nova Escola Municipal de Sordmuts de Barcelona i pren possessió del càrrec el 7 de gener de 1918. La seva arribada va comportar un canvi metodològic a l'escola de sords, on va tenir l'ocasió d'introduir les tècniques experimentals a la pràctica ortofònica i logopèdica. Es van introduir canvis en el treball científic i metòdic de la parla, amb un enfocament que es pot incloure dins del model conegut com a “mètode oral pur”, el qual no atorga cap paper al llenguatge de signes en l'educació i la comunicació d'aquest alumnat, és a dir, va introduir l'ortofonia –nom que es donava llavors a la logopèdia- com a mètode de treball.
Només iniciar la seva tasca al capdavant de l'Escola, Barnils va implantar la seva metodologia a fi d'aconseguir els acords presos amb l'Ajuntament de Barcelona quan va acceptar el càrrec. En primer lloc va crear el butlletí del centre, La Paraula, publicació elaborada pel cos docent i que els servia com a suport i guia pautada, contenia articles originals de Barnils i de la resta del professorat així com traduccions procedents d'altres revistes especialitzades. Aquest butlletí va ser l'embrió de la trilogia que amb el mateix nom s'utilitzava com a “manual” de suport i guia pautada per part del cos docent. En segon lloc, va procurar que el professorat del centre tingués una formació lingüística adequada, bàsicament en fonètica articulatòria i experimental que poguessin aplicar a les seves classes terapèutiques del llenguatge. Per acabar, va crear el Laboratori Annex d'Estudis i Investigacions amb el qual es podria dura a terme la tasca científica de l'Escola, aplicant els mètodes més innovadors en el camp de l'ortofonia. 
La Dictadura de Primo de Rivera (1923-1930) va suposar una sèrie de canvis que van complicar la relació del seu director i les autoritats, com ara la prohibició de l'ús del català i les discrepàncies d'apreciació sobre el funcionament de les escoles locals, que van provocar que Barnils demanés l'excedència per deixar d'exercir el seu càrrec a l'Escola Municipal de Sordmuts, per dedicar-se exclusivament al seu Laboratori de la Paraula el qual tenia instal·lat al seu domicili particular.

### Laboratori de la Paraula
A partir de l'any 1930 va dedicar-se plenament al seu anhelat projecte iniciat durant la seva estada a l'IEC i va decidir ampliar el seu Laboratori de la Paraula annexionant la Secció Escolar Annexa al seu domicili particular. Anteriorment, l'any 1918, havia adquirit amb els seus propis mitjans els aparells més cars del laboratori i havia confeccionat ell mateix l'instrumental més simple i el material més elemental per iniciar els experiments. Durant anys al seu domicili mantenia la seva consulta particular combinant-la amb la seva feina al capdavant de l'Escola. A l'octubre del 1930 va començar a treballar plenament al Laboratori, el qual estava adreçat sobretot a metges i pedagogs per informar-los, i perquè se'n poguessin servir dels seus mètodes i materials per a la correcció dels diversos trastorns del llenguatge: tartamudesa, afàsia, sordmudesa, etc. A l'abril del 1931 va inaugurar la Secció Escolar Especial Annexa al Laboratori, un centre d'ensenyament no oficial, destinat a alumnes particulars amb necessitats especials.
Com a curiositat, per poder exercir a la seva pròpia escola, es va haver de traure el títol de Mestre de Primera Ensenyança a l'Escola de Mestres de Barcelona on havia exercit com a professor.

### Darrers anys
Durant els últims anys de la seva vida va participar en diferents congressos i conferències. L'agost del 1931 va intervenir en el II Congrés Internacional de Lingüistes a Ginebra, i el juliol del 1932 va participar en el I Congrés de la Societat Internacional de les Ciències Fonètiques a Amsterdam i al V Congrés de la Societat Internacional de Logopèdia i Fonètica a Viena. També va iniciar la publicació de la seva quarta revista El Parlar a l'octubre del 1931.
El Dr. Barnils va morir el 30 de gener de 1933 víctima d'una malaltia tifoidal, al seu pis de Barcelona, i va ser inhumat el 31 de gener al cementiri de les Corts de Barcelona. A la seva làpida es pot llegir en llatí “Visqué per a la fonètica i per als mancats d'oïda”.

## Excursions filològiques
Per als seus estudis de dialectologia i fonètica, Barnils aprofitava les seves vacances a Halle per realitzar excursions pels diferents territoris de llengua catalana amb la finalitat de recollir material. La primera de les excursions la va fer al setembre del 1911 per les terres alacantines, on va realitzar les primeres enquestes i va aplegar el material fonamental per la seva tesi doctoral. L'agost del 1912, va fer una sortida pel Pla del Llobregat i posteriorment, acompanyat del seu company de beca Antoni Griera, va recórrer les comarques gironines, començant per Sant Hilari de Sacalm per estudiar-hi el parlar de les Guilleries. La tercera excursió la va fer a l'octubre del 1912 per les Illes, el País Valencià i Tortosa. La quarta i última va ser el 1913 per les terres de Ponent.
Amb tot aquest material va contribuir a l'elaboració dels alfabets fonètics que es farien servir per al Diccionari General i per a l'Atles Lingüístic de Catalunya.

## Obres
L'obra de Pere Barnils és molt àmplia, amb una gran quantitat d'articles publicats a moltes revistes especialitzades durant tota la seva carrera. Destacarem les més importants i rellevants.
- 1911 – Primer treball publicat “Sobre fonètica catalana. Vocals” al Butlletí de Dialectologia Catalana.
- 1913 – Die Mundart von Alacant. Beitrag zur Kenntnis des Valencianischen. (El dialecte d'Alacant. Contribució al coneixement del valencià). Tesi doctoral publicada en alemany el 1913, que ha estat traduïda al català i contextualitzada per Ferran Robles i Sabater, i publicada per la Secció Filològica de l'IEC i l'Institut Alacantí de Cultura Juan Gil-Albert l'any 2013.
- Entre el 1913 i el 1916 va ser l'editor del Butlletí de Dialectologia Catalana.
- De la Biblioteca Filològica de l'ILC, dels set primers volums dos són obra seva (V-II 1913 i V-VII 1916) i el VI constituí el primer volum d'Estudis Romànics.
- 1915 – Edita Textes catalans de Josep M. Arteaga Pereira.
- 1916 - Edita el Vocabulari català-alemany de l'any 1502. Autor: Joan Rosembach.
- 1917 - Edició d'Estudis Fonètics. Barcelona: Publicacions del Laboratori de Fonètica Experimental, IEC.
- 1920 – Iniciació a l'ensenyament oral dels sordmuts. Barcelona: Laboratori d'Estudis i Investigacions: Escola Municipal de Sordmuts (La paraula I).
- 1920 – Guia per al primer ensenyament oral dels sordmuts. Barcelona: Laboratori d'Estudis i Investigacions: Escola Municipal de Sordmuts (La paraula II).
- 1920 – Registre metòdic de figures i vocables per a servir de complement al “Primer ensenyament oral dels sordmuts”. Barcelona: Laboratori d'Estudis i Investigacions: Escola Municipal de Sordmuts (La paraula III).
- 1930 – Defectes del parlar. Barcelona: Llibreria Catalònia (Publicacions del Laboratori de la Paraula, I).

Poesia:
- 1910 – La meva vida.
- 1913 – Les Creus de Centelles
- 1927 – Oda a centelles